# 帕迪沙阿
帕迪沙阿（阿拉伯語：باديشاه；波斯語：پادشاه；土耳其語：پادشاه；烏爾都語:بَادْشَاہ），又译帕迪沙，是穆斯林帝國的貴族頭銜，起源於波斯地區，意為「君王」。

## 使用
帕迪沙阿的頭銜在穆斯林帝國中並不罕見，採用其作為稱號的君主更是數不勝數。然而，帕迪沙阿作為最高等級的頭銜，早期只被有偉大貢獻的君主所使用，其地位相當於大致相當於波斯帝國中「偉大國王」的概念。隨著時間的推移，傳入了安那托利亞、印度半島和阿拉伯，並被數個帝國所使用。

### 使用國家
- 波斯帝國
- 鄂圖曼帝國
- 蒙兀兒帝國
- 塞爾柱帝國
- 伊兒汗國
- 杜蘭尼帝國
- 錫克帝國
- 突尼斯
- 德里蘇丹國